# Bangataka
Ne doit pas être confondu avec Bangataka-Léré.
Bangataka est une localité située dans le département de Gorgadji de la province du Séno dans la région Sahel au Burkina Faso.